# Комельфо, Владимир
Владимир Комельфо (4 июля 1953, Ленинград) — известный петербургский художник, член Союза художников России.

## Биография
Владимир Комельфо (Владимир Фомичёв) — известный петербургский художник.
Родился 4 июля 1953 года в Ленинграде. В 1976 году окончил Ленинградский машиностроительный институт, в 1983 году художественно-графический факультет ЛГПИ им. А. И. Герцена, где знакомится со своей будущей женой, художницей Наталией Мельниковой.
В 1985 году они начинают работать в тандеме, под псевдонимом «КоМЕЛЬФО» (КОмпания МЕЛЬниковой и ФОмичёва).
К 1990 году Наталия Мельникова и Владимир Фомичёв становятся членами Союза художников России, в 1992 году открывают первую персональную выставку «Присутствие» в Выставочном Центре Санкт-Петербургского Союза Художников России, после которой бренд «КоМЕЛЬФО» становится заметен в профессиональных художественных кругах Петербурга.
С 1985 по 2003 год Наталья и Владимир КоМЕЛЬФО совместно работают в разных техниках — станковая графика, офорт, живопись, инсталляция, принимают участие в более 80 выставках и художественных акциях в России, Италии, Франции, Бразилии, Чили, Антарктиде.
Самый известный проект арт-группы КоМЕЛЬФО — первая художественная выставка в Антарктиде. В экспозицию выставки вошли 54 графические работы, выставленные под открытым небом на русской антарктической станции «Беллинсгаузен» 31 декабря 1999 года.
В 2000 году Владимир и Наталия КоМЕЛЬФО получают звание «Мастер» на Международном Фестивале Искусств «Мастер Класс». В 2002 году художники издают книгу «Краткий русско-антарктический словарь. Романтическая версия».
1 ноября 2003 года уходит из жизни Наталия Мельникова. В память о жене Владимир продолжает подписывать работы псевдонимом «Комельфо». В 2005 году Владимир Комельфо заканчивает цикл «Альбом для рисования» (живопись, графика), начатый с Натальей. В 2006 году Владимир становится лауреатом премии «Чугунный Козьма», сотрудничает с Балтийской Медиа Группой, открывает выставку «Холст, Масло, Ковёр» в Центре Искусств им. Дягилева совместно с художницей Зоей Нориной.
В 2009 году в Пермской Государственной Художественной Галерее проходит совместная выставка Владимира Комельфо и Зои Нориной «Король, найди своё место». В 2011 году художники становится участниками международного симпозиума «III Orange Blossom» в Турции,
В 2011 году Владимир Комельфо выпускает книгу стихов «Зеркало заднего вида», в 2013 году издает книгу «Провинциальные истории», используя цикл живописных работ «Провинция», в 2014 году в издательстве "Вита Нова" выходит роман В.Комельфо "Здравствуй, Зоинька, как дела".
В настоящее время Владимир Комельфо является участником более 250 выставок в России и за рубежом, 40 из которых персональные. Живёт в Санкт-Петербурге, женат на художнице Зое Нориной, у него есть две дочки — Таня Бланк (Фомичёва),  Женя Мельникова и любимый внук Миша.
Сороковая персональная выставка "2КоМЕЛЬФО2" прошла в залах Санкт-Петербургского Союза художников совместно с дочерью, Евгенией Мельниковой, в 2020 году. Евгения Мельникова - член СПб Союза художников России, её первая персональная выставка "2КоМЕЛЬФО2".

## Выставки

### Персональные выставки
- 1985 — Отпуск в июле", клуб «Маяк», СПб, Россия.
- 1992 — Фестиваль «Music Arte» (совместно с Н. Мельниковой), Ивреа, Италия.
- 1992 — «Присутствие» (совместно с Н. Мельниковой), Выставочный Центр Санкт-Петербургского Союза Художников России.
- 1993 — «Рембрандт-вариации» (совместно с Н. Мельниковой), галерея «Дельта», СПб, Россия.
- 1996 — Салон «Цезарь» (совместно с Н. Мельниковой), СПб, Россия.
- 1997 — Ресторан «Парламент» (совместно с Н. Мельниковой), СПб, Россия.
- 1998 — «Образ» (совместно с Н. Мельниковой), бизнес-центр «Нептун», СПб, Россия.
- 1998 — «Странный взгляд на проблемы слепых» (совместно с Н. Мельниковой), галерея «Палитра», СПб, Россия.
- 1999 — «На ощупь» (совместно с Н. Мельниковой), выставка-акция на ст. Беллинсгаузен, Антарктида.
- 1999 — Презентация проекта «На ощупь» (совместно с Н. Мельниковой) на Международном Фестивале ия Искусств «Мастер Класс», Музей этнографии, СПб, Россия.
- 2000 — «Обои в пейзаже» (совместно с Н. Мельниковой), Центр Книги и Графики", СПб, Россия.
- 2000 — Союз Журналистов Чили (совместно с Н. Мельниковой), Сантьяго, Чили.
- 2000 — «No Tato» (совместно с Н. Мельниковой), Музей POCS, Рио-де-Жанейро, Бразилия.
- 2001 — «Exhibition art-manifesto» (совместно с Н. Мельниковой), отель «Петербург», Международное Совещание по Антарктике, Россия.
- 2001 — «В Красном» (совместно с Н. Мельниковой), галерея «Борей», СПб, Россия.
- 2002 — «Художники КоМЕЛЬФО», Национальная Библиотека Эстонии, Таллинн.
- 2003 — «Три — Четыре» (совместно с Н. Мельниковой, В. Луккой, Р. Лотошем), галерея «Grand Art», СПб, Россия.
- 2005 — «Холст, масло, ковёр» (совместно с З. Нориной), Центр им. Дягилева, СПб, Россия.
- 2005 — «Ковёр желаний» (совместно с З. Нориной), салон «VIP Персидские ковры», СПб, Россия.
- 2005 — «Альбом для рисования» (совместно с Н. Мельниковой), галерея «НАиВ», СПб, Россия.
- 2006 — «6 композиций для боди-арт» (совместно с З. Нориной), галерея «Арка», СПб, Россия.
- 2006 — «Текст-стиль» (совместно с З. Нориной), Выставочный Центр Союза Художников, СПб, Россия.
- 2007 — «Две недели вверх ногами», Пушкинская 10, галерея «Дверь», СПб, Россия.
- 2007 — «Вечер встречи» (совместно с З. Нориной), Институт Гуманитарного Образования, СПб, Россия.
- 2009 — «Музыка двух» (совместно с З. Нориной), Санкт-Петербургский Деловой Клуб, Россия.
- 2009 — «Король найди своё место» (совместно с З. Нориной), Пермская Государственная Художественная Галерея, Россия.
- 2009 — «Musica de Dos» (совместно с З. Нориной), Марбелье, Испания.
- 2009 — «Музыка двух 2» (совместно с З. Нориной), галерея «О!», СПб, Россия.
- 2010 — «В Месте (хорошем)» (совместно с З. Нориной), Арт кафе «Бродячая собака», СПб, Россия.
- 2010 — «Коллекция», Арт квартира на Казанской, СПб, Россия.
- 2011 — «Зеркало заднего вида», Медиа Центр Балтийской Медиа Группы, СПб, Россия.
- 2012 — Чёрный Квадрат Белый Жасмин" (совместно с З. Нориной), Городской Выставочный Центр, В. Новгород, Россия.
- 2013 - "1953 - родился в Ленинграде", галерея "Мастер", СПб, Россия.
- 2013 - "Провинция", галерея "Мастер", СПб, Россия.
- 2015 - "В.Комельфо", отель "Грифон", СПб, Россия.
- 2015 - Выставка иллюстраций к книге В. Комельфо "Здравствуй, Зоинька, как дела?", "Балтийский Медиа Центр" СПб, Россия.
- 2016 - "Линия", Музей Современного искусства "Эрарта", СПб, Россия.
- 2017 - "Лебединое озеро. Чертово болото", галерея "Мастер", СПб, Россия.
- 2019 - "Нежилой фонд", галерея "Борей", СПб, Россия.
- 2020 - "2КоМЕЛЬФО2",  Выставочный Центр Санкт-Петербургского Союза Художников России.

### Избранные групповые выставки
- 1984 — Российская выставка «Отстоим мир», Центральный выставочный зал «Манеж», Санкт-Петербург, Россия.
- 1994 — «Художники Санкт-Петербурга», Версаль, Франция;
- 1996 — «Мастера искусств», Выставочный Центр Союза Художников, СПб, Россия;
- 1997 — «Художники Санкт-Петербурга в Италии», Сан-Бенедетто-дель-Тронто, Италия;
- 1996—2011 — ежегодная выставка «Санкт-Петербург», Центральный выставочный зал «Манеж», Санкт-Петербург, Россия;
- 1997—2013 — Ежегодный Международный Фестиваль Искусств «Мастер Класс», Российский Этнографический музей, Санкт-Петербург, Россия;
- 2000 — «Петербург — Москва», Центральный выставочный зал «Манеж», Санкт-Петербург, Россия.
- 2001—1010 — «Внутренняя Азия», Бишкек, Алма-Аты, Ташкент, Сургут, Ханты-Мансийск, Россия;
- 2001 — «Москва — Петербург», Центральный выставочный зал «Манеж», Москва, Россия;
- 2001 — II Биеннале графики, Государственный художественный музей, Новосибирск, Россия;
- 2003 — «От Авангарда до наших дней», галерея «Невограф», Санкт-Петербург, Россия;
- 2003 — III Биеннале графики, Государственный художественный музей, Новосибирск, Россия;
- 2003 — I Международная Биеннале графики, Центральный выставочный зал «Манеж», Санкт-Петербург, Россия;
- 2004 — II Международная Биеннале графики, Центральный выставочный зал «Манеж», Санкт-Петербург, Россия;
- 2004 — Международная анималистическая выставка «Ковчег», Центральный выставочный зал «Манеж», Санкт-Петербург, Россия;
- 2004 — «300 лет Петербургу», Выставочный зал Союза художников, Санкт-Петербург, Россия;
- 2004 — «40 видов Петропавловской Крепости», Академия Современного Искусства, Санкт-Петербург, Россия.
- 2005 — «Творчество, проекты, ученики», Центральный выставочный зал «Манеж», Санкт-Петербург, Россия;
- 2005 — IV Биеннале графики, Государственный художественный музей, Новосибирск, Россия;
- 2006 — «Ангел пролетел», Центр Книги и Графики, Санкт-Петербург, Россия;
- 2006 — III Международная Биеннале графики, Центральный выставочный зал «Манеж», Санкт-Петербург, Россия;
- 2008 — IV Международная Биеннале графики, Выставочный зал Союза художников, Санкт-Петербург, Россия;
- 2008 — «Чудо Георгия о Змие», Музей Истории Города, Санкт-Петербург, Россия;
- 2009 — «Рефлексии», Ратуша, Рига, Латвия;
- 2010 — «Графики Санкт-Петербурга», Государственная Галерея, Уфа, Россия;
- 2010 — «Художники Санкт-Петербурга», Музей Человека, Ханты-Мансийск, Россия;
- 2010 — «АртПермь», Пермь, Россия;
- 2011 — I Международная Триенналле Графики в СПб «Белые Ночи», Центральный выставочный зал «Манеж», Санкт-Петербург, Россия;
- 2011 — «Петербургская Графика», Музей Человека, Ханты-Мансийск, Россия;
- 2012 — «80 лет ЛОСХ», Центральный выставочный зал «Манеж», Санкт-Петербург, Россия;
- 2012 — «Orange Festival Plastic Art», Анкара, Турция;
- 2013 — «Постижение Мифа», Вятский Худоржественный Музей, Киров, Россия;

### Работы находятся в собраниях
- Государственный Русский Музей, Санкт-Петербург, Россия;
- Музей современного искусства «Эрарта», Санкт-Петербург, Россия;
- Центральный Военно-Морской музей, Санкт-Петербург, Россия;
- Музей Санкт-Петербургского Государственного Университета, Санкт-Петербург, Россия;
- Российский государственный музей Арктики и Антарктики, Санкт-Петербург, Россия;
- Пермская Государственная Художественная Галерея, Пермь, Россия
- Вятский Художественный музей им. братьев Васнецовых, Киров, Россия
- Центральный выставочный зал В. Новгорода, В. Новгород, Россия
- Новосибирский государственный художественный музей, Новосибирск, Россия;
- Музей искусств POCS, Рио-де-Жанейро, Бразилия;
- Музей Института культуры им. Ф. Альбукерке, Нитерой, Бразилия;
- Национальная библиотека Эстонии;
- Выставочный Центр Союза художников, Санкт-Петербург, Россия;
- Собрание ст. "Беллинсгаузен", Антарктика, Россия;
- Фонд Международного Фестиваля «Мастер Класс»;
- Музей хлеба, Санкт-Петербург, Россия;
- Музей водки, Санкт-Петербург, Россия;
- Музей игрушки, Санкт-Петербург, Россия;
- в частных коллекциях: Н. Благодатова, СПб, Россия; К. Авелева, СПб, Россия; В. Худолея, СПб, Россия; Ю. Подражанского, СПб, Россия; В. Малафеева, СПб, Россия; С. Гозмана, СПБ, Россия; О.Тарнавской, СП, Россия К. Дюфи, Париж, Франция; М. Традарди, Турин, Италия; Ж. Р. В. Пентиадо, Рио-де-Жанейро, Бразилия; Н. Дизидори, Сан-Бенедетто, Италия; А. Шахин, Анкара, Турция.